# Cobelura peruviana
Cleodoxus peruviana là một loài bọ cánh cứng trong họ Cerambycidae.